# Prix Iris de la révélation de l'année
Le prix Iris de la révélation de l'année est une récompense cinématographique québécoise décerné à chaque année depuis 2017 lors du Gala Québec Cinéma. Ce prix récompense les meilleures performances de jeunes comédiens dans leurs premiers grands rôles au cinéma québécois,.

## Palmarès
Source : Québec Cinéma

### Années 2010
- 2017 : Rykko Bellemare pour le rôle de Shawnouk dans Avant les rues
  - Étienne Galloy pour le rôle de Stefie dans Prank
  - Whitney Lafleur pour le rôle de Jessie dans Écartée
  - Sasha Migliarese pour le rôle de Mérédith dans Mon ami Dino
  - Kakki Peter pour le rôle du Sheriff John Tovok dans Un ours et deux amants
- 2018 : Théodore Pellerin pour le rôle de Vincent dans Chien de garde
  - Rose-Marie Perreault pour le rôle de Mag dans Les Faux Tatouages
  - Romane Denis pour le rôle de Mégane dans Charlotte a du fun
  - Nabil Rajo pour le rôle d'Hakeem Nour dans Boost
  - Marine Johnson pour le rôle d'All/Alice dans La Petite Fille qui aimait trop les allumettes
- 2019 : Émilie Bierre pour le rôle de Mylia dans Une colonie
  - Maripier Morin pour le rôle de Camille Lafontaine/Aspasie dans La Chute de l'empire américain
  - Lévi Doré pour le rôle de Steeve Simard dans La Chute de Sparte
  - Jacob Whiteduck-Lavoie pour le rôle de Jimmy dans Une colonie
  - Irlande Côté pour le rôle de Camille dans Une colonie

### Années 2020
- 2020 : Nahéma Ricci pour le rôle d'Antigone dans Antigone
  - Sharon Fontaine-Ishpatao pour le rôle de Mikuan Vollant dans Kuessipan
  - Lilou Roy Lanouette pour le rôle de Yanna dans Jouliks
  - Catherine Chabot pour le rôle de Chloé Therrien dans Menteur
  - Alexane Jamieson pour le rôle de Juliette dans Jeune Juliette

- 2021 : Kelly Depeault pour le rôle de Catherine dans La Déesse des mouches à feu
  - Arnaud Vachon pour le rôle d'Émile Lacombe dans Le Club Vinland
  - Jasmine Lemée pour le rôle de Laura dans Mon cirque à moi
  - Joakim Robillard pour le rôle de Maxime dans Souterrain
  - Rosalie Pépin pour le rôle d'Émilie dans Vacarme

- 2022 : Sara Montpetit pour le rôle de Maria Chapdelaine dans Maria Chapdelaine
  - Jorge Antonio Guerrero (en) pour le rôle de Willy dans Les Oiseaux ivres
  - Kiawentiio Tarbell pour le rôle de Beans / Tekahentahkhwa dans Beans
  - Rainbow Dickerson (en) pour le rôle de Lily dans Beans
  - Yonah Acosta Gonzales (en) pour le rôle de Leonardo dans Sin La Habana

- 2023 : Juliette Gariépy pour le rôle de Kelly-Anne dans Les Chambres rouges
  - Emi Chicoine (en) pour le rôle de Léa dans Noémie dit oui
  - Fabiola Nyrva Aladin pour le rôle de Janet dans Viking
  - François Pérusse pour le rôle de Alain dans Niagara
  - Joan Hart pour le rôle de Bonnie dans Le Plongeur